# Abelmoschus manihot
Aibika (Abelmoschus manihot) es una especie de planta perteneciente a la familia Malvaceae. Anteriormente estaba considerada una especie del género Hibiscus, pero ha sido trasladada a Abelmoschus. La especie se conoce en inglés con los nombres comunes de sunset muskmallow (‘malvavisco del ocaso’), sunset hibiscus (‘hibisco del ocaso’) o hibiscus manihot.

## Descripción
Son arbustos que alcanza hasta los 2,50 metros de altura. La hoja es  palmeada. El borde dentado de las hojas es grueso. Las flores son de color amarillo con un punto de color púrpura oscuro en el centro. Los frutos son ovados a oblongos, híspidos.
El período de floración se extiende desde julio hasta septiembre .

## Usos
En Japón, la planta se conoce como tororo aoi y se usa para hacer  neri, una sustancia con almidón que es utilizada en la fabricación de Washi. En Corea, esta planta se conoce como Hwang Kyu chok y se utiliza para hacer dak Pul, que ayuda en la toma de Hanji.

## Sinonimia
- Hibiscus manihot L.
- Hibiscus papyriferus Salisb.[1]

## Galería

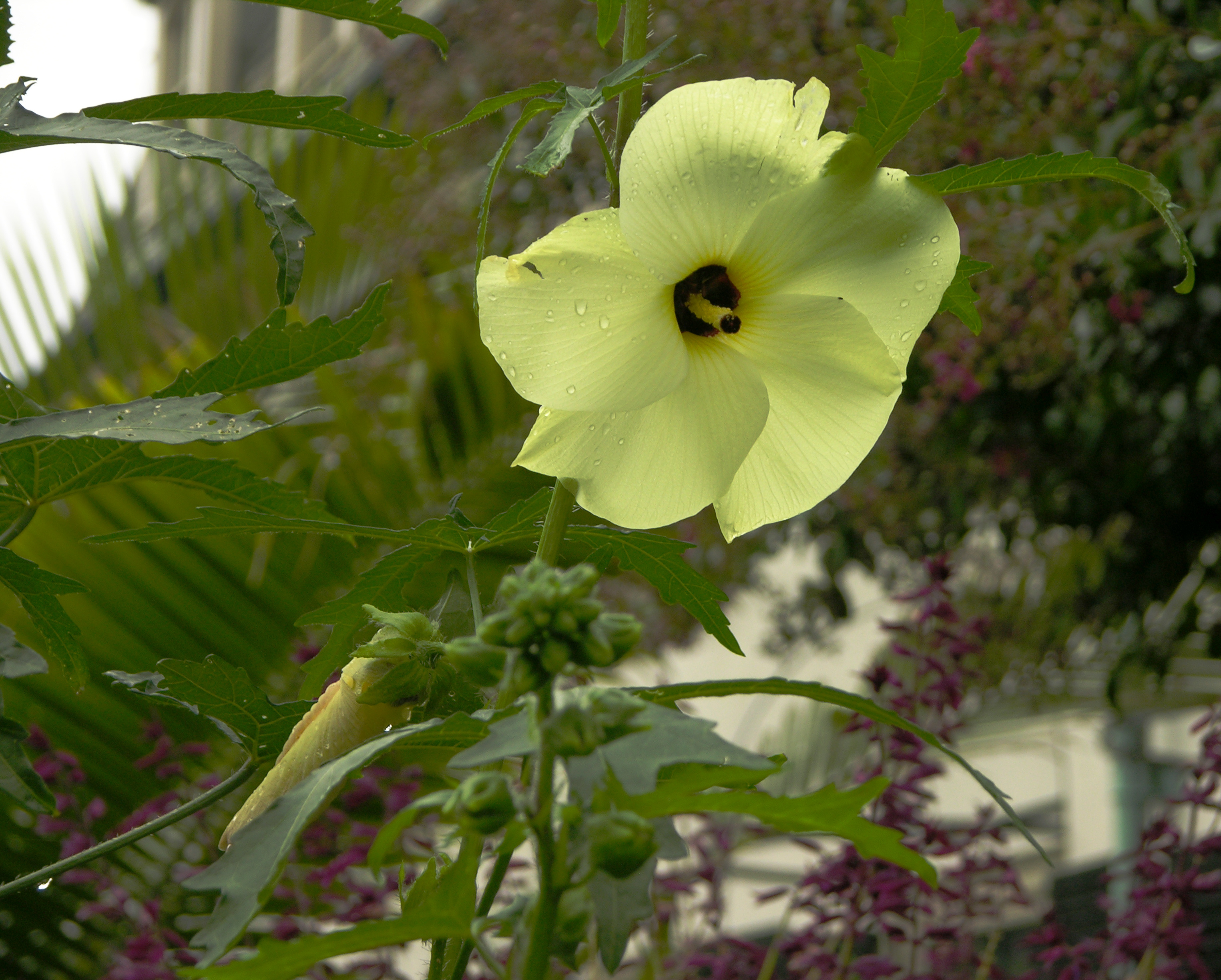
Flores y hojas
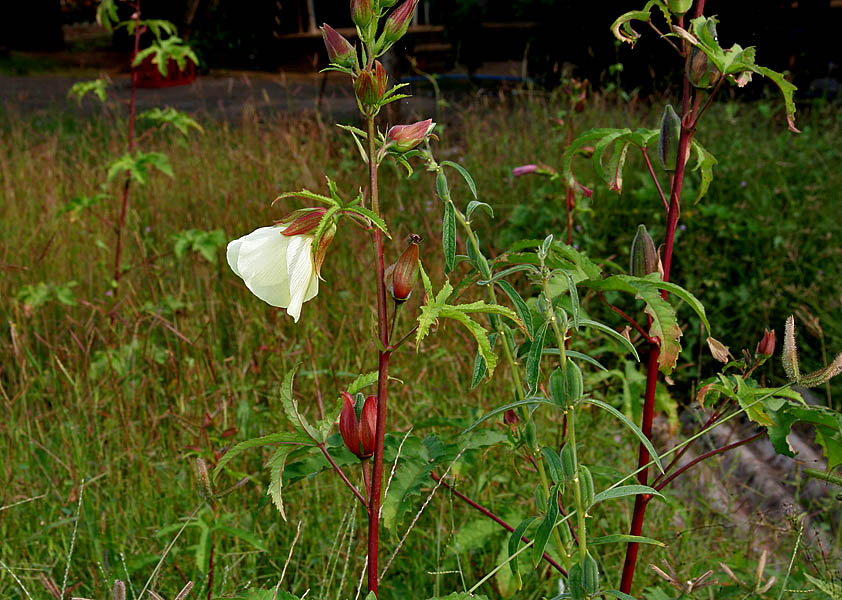
Abelmoschus manihot ssp. tetraphyllus en Goa, India.
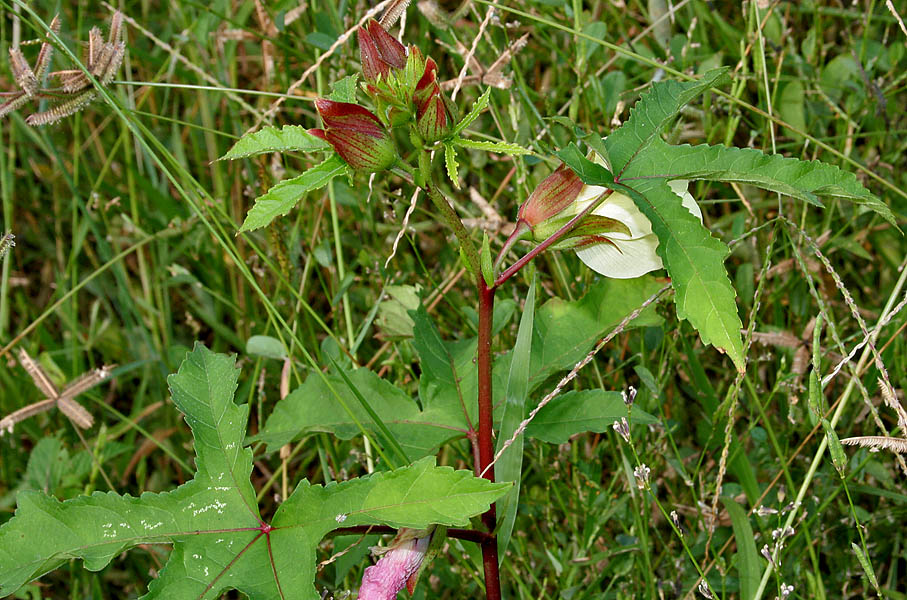
Abelmoschus manihot ssp. tetraphyllus en Goa, India.
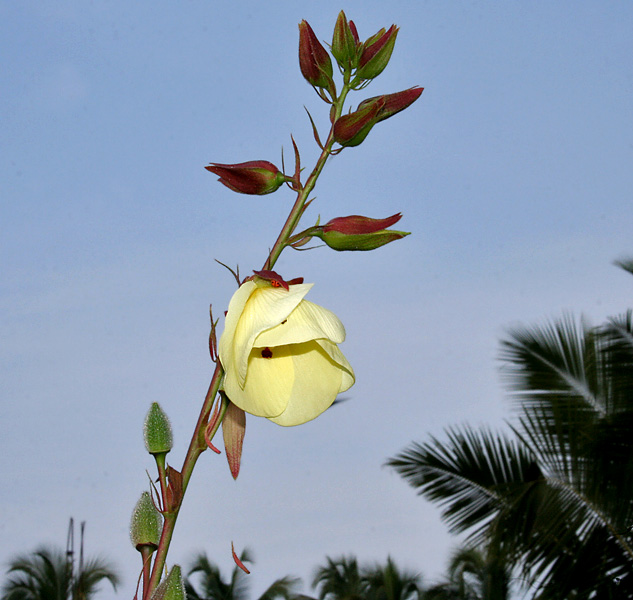
Abelmoschus manihot ssp. tetraphyllus en Goa, India.